# Кульман, Валерий Густавович
Валерий Густавович Кульман (07.07.1923 — ?) — советский радиотехник, лауреат Государственной премии СССР 1970 года.
Родился 7 июля 1923 года в Москве. Возможно, был сыном преподавателя ТСХА, конструктора сельскохозяйственных машин Густава Густавовича Кульмана (1894—1933), брата Августа Густавовича Кульмана (04.07.1896 — 06.07.1979) — доктора химических наук, профессора. Член КПСС с 1953 года.
С 1941 по 1945 год служил в РККА, участник войны, радиомонтёр взвода связи радиоуправления 170-й танковой бригады (Калининский, Юго-Западный, 2-й Украинский фронты). Награждён орденами Красной Звезды (15.08.1944), Отечественной войны II степени (06.11.1985), и медалями, в том числе «За отвагу» (30.07.1943).
После демобилизации окончил Московский авиационный институт (1951).
Работал в Радиотехническом институте АН СССР, с 1976 года — в выделившемся из него Московском радиотехническом институте (МРТИ), с 1963 года начальник лаборатории.
Кандидат технических наук (1968).
Был одним из главных разработчиков линейного ускорителя протонов И-100 на энергию 100 МэВ, который на момент запуска в 1967 г. был самой крупной в мире установкой этого типа.
За эту работу в 1970 году присуждена Государственная премия СССР.
Сочинения:
- Линейные ускорители ионов. В 2-х т. [Текст] / под ред. Б. П. Мурина. — М. : Атомиздат. Т. 2 : Основные системы / Б. П. Мурин, В. Г. Кульман, Л. Г. Ломизе, Б. И. Поляков. — 1978. — 320 с.
- Испытания макета ускоряющей секции с кольцевыми резонаторами связи на высоком уровне мощности./Ю. Д. Иванов, В. Г. Кульман и др. В кн.: Труды 1У Всесоюзного совещания по ускорителям заряженных частиц. М., Наука, 1975.
- Предварительные результаты комплексных испытаний экспериментального стенда-модуля второй части ускорителя мезонной фабрики. Андреев В. Г., Белугин В. М., Галкин В. М., Гуслицков И. К., Иванов Ю. Д., Кульман В. Г., Мирочник Э. А., Пироженко В. М., Поляков Б. И., Романов Б. В., Уксусов Н. И., в журнале Труды Радиотехнического института, том 25, с. 123—140